# Lucien Lauk
Lucien Lauk, né le 27 juin 1911 à Paris 10e et mort le 8 juin 2001 à Montfermeil, est un coureur cycliste français. Professionnel de 1935 à 1953, il a été trois fois troisième du championnat de France de cyclisme sur route dans les années 1940. Il a remporté Paris-Arras en 1934, le Grand Prix de Cannes en 1938, le Circuit de l'Indre en 1936 et 1950 et le Tour de Corrèze en 1948.
Ses frères Jean Lauk et René Lauk furent aussi des coureurs cyclistes.

## Palmarès
- 1932
  - Paris-Moret
  - 2e du Critérium des Comingmen[2]
- 1934
  - Paris-Arras
  - Paris-Le Havre[2]
  - Paris-Riva Bella
  - 2e du Critérium des Comingmen
- 1935
  - 1re étape du Critérium du Midi
  - 2e de Paris-Boulogne-sur-Mer
  - 3e de Paris-Angers
- 1936
  - Circuit de Ruffec
  - Circuit de l'Indre
  - Paris-Perros-Guirec :
    - Classement général
    - 1re étape
- 1937
  - Champion de France des aspirants
  - 2e de Paris-Angers
  - 2e du Grand Prix de Cannes
  - 2e du Grand Prix de Nice
  - 3e du Circuit de l'Indre
- 1938
  - Grand Prix de Cannes
  - 3e de Vire-Cherbourg-Vire
- 1939
  - 3e étape du Criterium du Midi
  - 2e de Paris-Angers
  - 2e du Circuit des monts du Roannais
  - 3e de Paris-Caen
- 1941
  - 2e du Grand Prix d'Espéraza
  - 3e du championnat de France sur route (zone occupée)
  - 3e de Bordeaux-Angoulême
- 1943
  - 2e du Grand Prix du Pneumatique
  - 2e du Grand Prix d'Espéraza
  - 2e de Paris-Alençon
  - 3e du Circuit de Paris
  - 3e du championnat de France sur route
- 1945
  - Grand Prix de la Soierie
  - 2e du Critérium du Centre
  - 3e de Paris-Alençon
  - 3e du Grand Prix du Débarquement Nord
  - 3e de Dijon-Lyon
  - 3e du Grand Prix d'Issoire
- 1946
  - Circuit d'Aix Thermal
  - 2e du GP d'Espéraza
  - 2e d'Armagnac-Paris
  - 3e du Circuit des villes d'eaux d'Auvergne
  - 3e du Grand Prix d'Issoire
- 1947
  - Caen-Lisieux
  - Tour du Calvados :
    - Classement général
    - 1re et 2e étapes

  - 3e du championnat de France sur route
  - 3e du Grand Prix de Cannes
  - 3e du Circuit de la Vienne
  - 3e du Grand Prix d'Espéraza
- 1948
  - Tour de Corrèze
  - 2e du Grand Prix du Pneumatique
  - 2e du Circuit des Deux Ponts
- 1949
  - 2e du Grand Prix du Courrier picard
  - 2e de Paris-Clermont-Ferrand
  - 3e de Paris-Limoges
- 1950
  - Circuit de l'Indre
  - Grand Prix de Thizy
  - 2e de Paris-Limoges
  - 3e du Circuit de la Vienne
- 1951
  - 1re étape du Grand Prix de Constantine
  - Grand Prix Catox
  - 2e de Paris-Clermont-Ferrand
  - 3e du Tour de Corrèze
  - 4e de Paris-Bruxelles
- 1952
  - 2e du Tour de la Dordogne

## Résultats sur les grands tours

### Tour de France
- 1948 : abandon (8e étape)
- 1950 : éliminé (6e étape)

### Tour d'Italie
- 1935 : 50e

### Tour d'Espagne
- 1942 : abandon (16e étape)